# Juan Carlos Pita

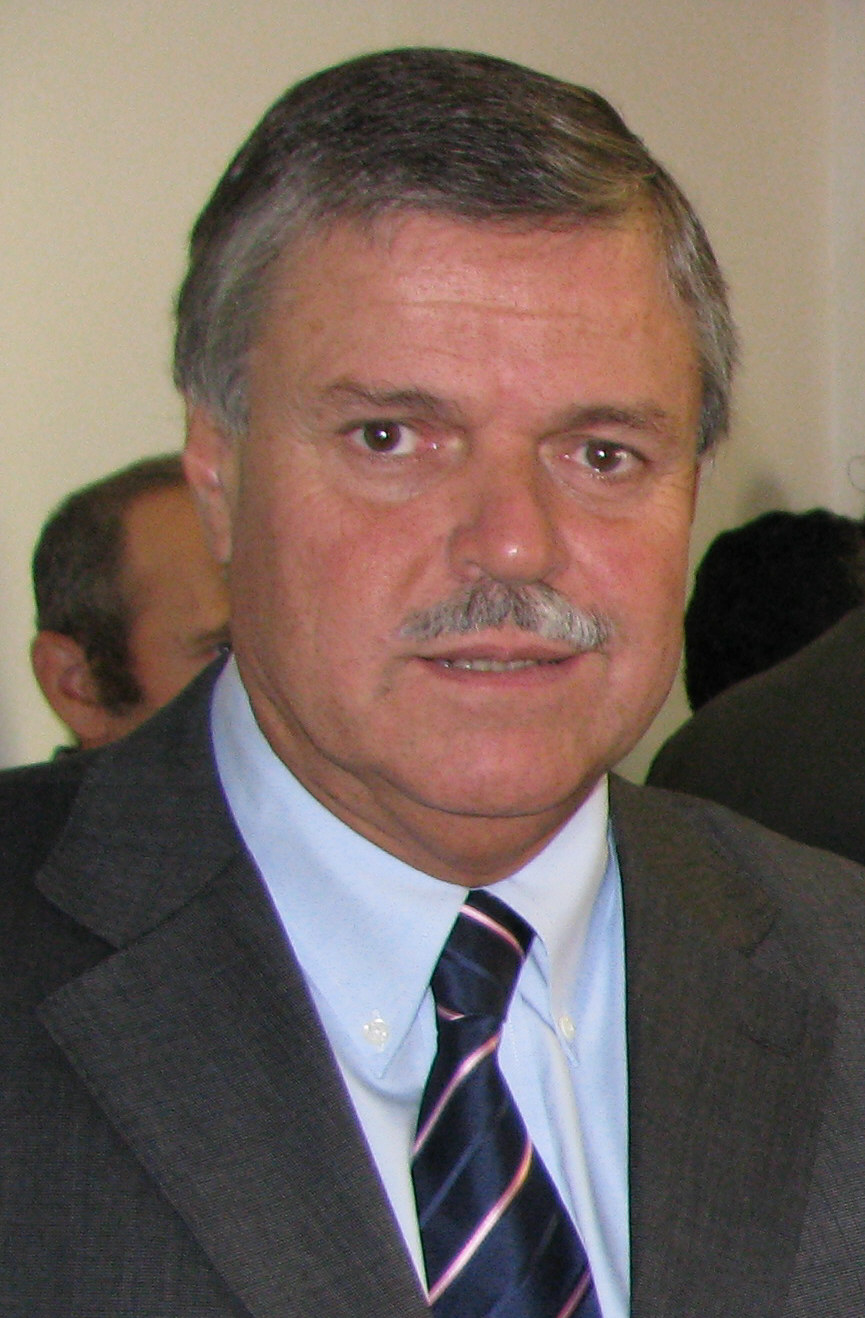
Juan Carlos Pita (2010)

Juan Carlos Pita Alvariza (* 1951 in Montevideo) ist ein uruguayischer Politiker und Diplomat.
Der promovierte Juan Carlos Pita, der von Beruf Arzt ist, hatte eine Führungsposition sowohl in der uruguayischen Vereinigung der Medizinstudenten (Asociación de Estudiantes de Medicina) als auch im Verband der Universitätsstudenten Uruguays (Federación de Estudiantes Universitarios del Uruguay) inne. Während der zivil-militärischen Diktatur in Uruguay bekämpfte er diese aktiv, wurde verhaftet und vor Gericht gestellt.
Pita hatte als Repräsentant des Departamentos Montevideo in der 42. bis 45. Legislaturperiode (LP) durchgehend vom 15. Februar 1985 bis zum 14. Februar 2005 ein Titualarmandat als Abgeordneter in der Cámara de Representantes inne. Zudem saß er in der 43. Legislaturperiode zusätzlich vom 13. September 1994 bis zum 28. September 1994 in der Cámara de Senadores. Nachdem er in der 42. Legislaturperiode das Mandat zunächst als Vertreter der Partido Nacional (Sublema A.C.F. W) wahrnahm, wechselte er während dieses Wahlabschnitts ins Lema der Frente Amplio über. Dort vertrat er die Wähler bis zur nächsten Wahl für die Partido Demócrata Cristiano. In der 43. LP gehörte er innerhalb der Frente Amplio dem Sublema Unidad y Pluralismo frenteamplita 77 und in der 44. LP Unidad y Pluralismo frenteamplita 90 an. Das Mandat der 45. LP übte er für das Bündnis Partido Encuentro Progresista/Frente Amplio aus. Während seiner parlamentarischen Tätigkeit gehörte er der Kommission für Arbeitsgesetzgebung ("Comisión de Legislación del Trabajo"), dem Untersuchungsausschuss zur Ermordung von Héctor Gutiérrez Ruiz und Zelmar Michelini ("Comisión Investigadora de los asesinatos de Héctor Gutiérrez Ruiz y Zelmar Michelini") und der Kommission für die Amnestie der politischen Gefangenen ("Comisión sobre Aministía para los Presos Políticos") an. Bis 1993 war er Vorsitzender des Minderheitenausschusses ("Comisión Especial sobre Minoridad"). Ferner gehörte er 14 Jahre lang der Kommission für Internationale Angelegenheiten an und übte dort 2002 den Vorsitz aus. Pita war von 2005 bis 2010 Botschafter Uruguays in Chile. Am 10. Januar 2011 wurde ihm die Leitung der Botschaft in Spanien übertragen. 2012 übernahm er das seit dem 13. Juli 2012 vakante Amt des uruguayischen Botschafters in den USA.
Pita ist mit Mariella Mora verheiratet und Vater von vier Töchtern.

## Zeitraum seiner Parlamentszugehörigkeit
- 15. Februar 1985 bis 14. Februar 1990 (Cámara de Representantes, 42. Legislaturperiode (LP))
- 15. Februar 1990 bis 14. Februar 1995 (Cámara de Representantes, 43. LP)
- 13. September 1994 bis 28. September 1994 (Cámara de Senadores, 43. LP)
- 15. Februar 1995 bis 14. Februar 2000 (Cámara de Representantes, 44. LP)
- 15. Februar 2000 bis 14. Februar 2005 (Cámara de Representantes, 45. LP)